# Taina ei
Taina ei (în engleză The Letter) este un film noir polițist melodramatic american din 1940. A fost regizat de William Wyler, cu Bette Davis, Herbert Marshall și James Stephenson în rolurile principale. Scenariul lui Howard E. Koch se bazează pe piesa de teatru cu același nume din 1927 de W. Somerset Maugham, bazată la rândul ei pe o povestire a sa. Piesa a fost filmată pentru prima dată în 1929, de regizorul Jean de Limur. Povestea a fost inspirată de un scandal din viața reală care a implicat-o pe soția directorului unei școli din Kuala Lumpur, care a fost condamnată într-un proces de crimă după ce a împușcat un prieten în aprilie 1911. În cele din urmă, a fost grațiată.

## Distribuție
- Bette Davis - Leslie Crosbie
- Herbert Marshall - Robert Crosbie
- James Stephenson - Howard Joyce
- Frieda Inescort - Dorothy Joyce
- Gale Sondergaard - Mrs. Hammond
- Bruce Lester - John Withers
- Elizabeth Earl - Adele Ainsworth
- Cecil Kellaway - Prescott
- Sen Yung - Ong Chi Seng
- Doris Lloyd - Mrs. Cooper
- Willie Fung - Chung Hi
- Tetsu Komai - Head Boy
- Holmes Herbert - Robert's Friend (nemenționat)

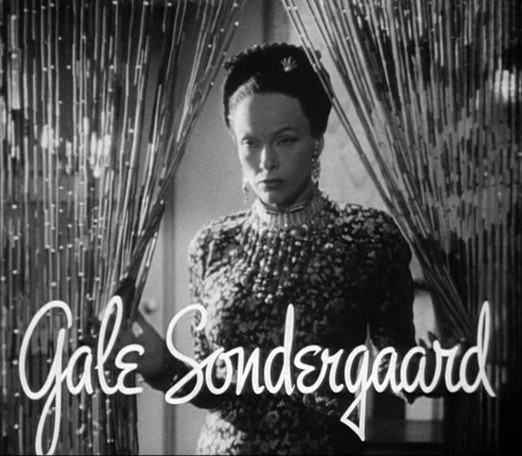
Gale Sondergaard în The Letter (1940)

- Leo White - Man at Trial (nemenționat)

### Streaming audio
- Letter on Lux Radio Theater: April 21, 1941
- The Letter on Lux Radio Theater: March 6, 1944